# Матьє Бодерлік
Матьє Боделік (фр. Mathieu Bauderlique, нар. 3 липня 1989, Енен-Бомон, Па-де-Кале Франція) — французький боксер-професіонал, що виступає у напівважкій ваговій категорії. Бронзовий призер Олімпійських ігор 2016 року.

## Любительська кар'єра

### Олімпійські ігри 2016
- 1/8 фіналу:Переміг Хуана Карлоса Каррільйо (Колумбія) - 3-0
- 1/4 фіналу:Переміг Карлоса Андреса Міну (Еквадор) - TKO
- 1/2 фіналу:Програв Хуліо Сезар Ла Крузу (Куба) - 0-3